# Perrie Mans
Pierre „Perrie“ Mans (* 14. Oktober 1940 in Lichtenburg; † 13. September 2023 in Johannesburg) war ein südafrikanischer Snookerspieler, der etwa zwischen 1970 und 1991 21 Jahre lang als Profispieler aktiv war. Nachdem er 1960 die südafrikanische Snooker-Meisterschaft sowie in den folgenden Jahren sowie während seiner Profikarriere insgesamt 19 Mal die South African Professional Championship gewonnen hatte, wurde er 1970 Profispieler. Bis zum Ende des Jahrzehnts stieg er in die Weltspitze auf und belegte nach dem Vize-Weltmeistertitel 1978 in der folgenden Saison den zweiten Platz der Snookerweltrangliste, während er Anfang 1979 mit dem Masters zum einzigen Male ein Turnier der Triple Crown gewann. Doch bis zum Ende des Jahrzehnts verlor Mans nach und nach auf der Weltrangliste an Boden und beendete trotz einer kurzen Rückkehr auf die Weltrangliste wenige Saisons später seine Profikarriere.

## Karriere
Mans, der eigentlich statt „Perrie“ Pierre hieß, wurde 1940 als Sohn von Peter Mans, welcher ebenfalls Snookerspieler war und 1950 das Viertelfinale der Snookerweltmeisterschaft erreichte, in Johannesburg geboren und begann mit dem Snookerspiel im Club seines Vaters. Mit 19 Jahren gewann Mans die südafrikanische Snooker-Meisterschaft, worauf er fünf Jahre später erstmals die South African Professional Championship gewann. Ebenjenen Titel hielt er bis 1978, als er Silvino Francisco mit 9:6 besiegte, sowie von 1980 bis 1984 und schließlich 1989, wobei er 1984 im Finale mit 7:10 Jimmy van Rensberg unterlag. Somit gewann er insgesamt 19 Mal das Turnier.

### Erste Profijahre
Zur Saison 1970/71 wurde Mans Profispieler und absolvierte im Rahmen der in Australien ausgetragenen Snookerweltmeisterschaft seine ersten Profispiele, schied aber ohne einen Sieg in der Gruppenphase aus. Nach einer Pause gelang ihm bei der Snookerweltmeisterschaft 1973 mit einem 9:2 über Ron Gross sein erster Profisieg, verlor aber anschließend mit 16:8 gegen Eddie Charlton. Vor seiner Viertelfinal-Niederlage gegen Rex Williams bei der Weltmeisterschaft des nächsten Jahres gelang Mans zuvor ein Sieg über den damals zweifachen Weltmeister John Spencer, wogegen er bei der Snookerweltmeisterschaft der Saison 1974/75 gegen Dennis Taylor sein Auftaktspiel verlor. Bedingt dadurch wurde er auf der Order of Merit der folgenden Saison auf Rang 13 geführt.

### Aufstieg in die Weltspitze
Auch in der Saison 1975/76 nahm Mans lediglich an der Snookerweltmeisterschaft teil, wobei er Graham Miles und Jim Meadowcroft besiegte und im Halbfinale gegen den späteren titelverteidigenden Sieger Ray Reardon verlor. Auf der zum Ende der Saison erstmals aufgestellten und für die folgende Saison geltenden Snookerweltrangliste belegte Mans infolgedessen den siebenten Rang.
Im Verlauf der folgenden Spielzeit verlor Mans sowohl beim Masters als auch bei der Snookerweltmeisterschaft sein jeweiliges Auftaktspiel und nahm davon abgesehen mit einigem Erfolg an der World Professional Matchplay Championship, am Pontins Professional sowie an den Pontins Spring Open teil. Zudem besiegte er beim Pot Black Ray Reardon, Fred Davis und Willie Thorne, wobei er mit einem 90:21-Sieg über Doug Mountjoy schließlich seinen ersten Profititel gewann. Dennoch rutschte er auf der Weltrangliste durch seine Auftaktniederlage bei der Snookerweltmeisterschaft, dem zu diesem Zeitpunkt einzigen Turnier mit Einfluss auf die Weltrangliste, um drei Plätze ab.
In der Saison 1977/78 beschränkte Mans seine Turnierteilnahmen auf insgesamt drei Turniere, wobei seine Ergebnisse beim Pontins Professional nicht für das Endspiel ausreichten und er bei den Pontins Spring Open sein Auftaktspiel verlor. Dagegen gelangen ihm bei der Snookerweltmeisterschaft Siege über die Engländer und in Teilen führenden Spieler der Welt John Barrie, John Spencer, Graham Miles und Fred Davis, wodurch er das Finale der Weltmeisterschaft erreicht hatte. In diesem unterlag er trotz zweimaliger Führung mit 18:25 dem Waliser Ray Reardon, der somit seinen sechsten und letzten WM-Titel gewann. Auf der Weltrangliste kletterte er infolgedessen auf Rang zwei hinauf.

### Weitere Jahre in den Top 16
Trotz dreier Auftaktniederlagen beim Holsten Lager International, bei der Snookerweltmeisterschaft und bei den Pontins Spring Open sowie einer sieglosen Teilnahme am Pontins Professional verlief für Mans die übrige Saison 1978/79 äußerst erfolgreich. So besiegte er zum Saisonanfang mit einem 9:5 im Finale der South African Professional Championship seinen Landsmann Silvino Francisco und erreichte anschließend das Halbfinale des Pot Black Cups. Davon abgesehen besiegte er beim Masters Cliff Thorburn und Ray Reardon und gewann infolgedessen mit einem 8:4-Sieg über Alex Higgins im Finale seinen einzigen Titel bei einem Turnier der Triple Crown. Dabei spielte er während des gesamten Turniers kein einziges Break von über 50 Punkten. Doch durch sein schlechtes Abschneiden bei der Snookerweltmeisterschaft rutschte Mans auf der Weltrangliste der folgenden Saison um fünf Plätze auf Rang sieben ab.
Im Gegensatz dazu verlor Mans während der Saison 1979/80 einen Großteil seiner Auftaktspiele: So begann die Saison mit Auftaktniederlagen beim Kronenbräu 1308 Classic, beim Limosin International, bei der South African Professional Championship sowie mit einem Ausscheiden in der Gruppenphase des Pot Black Cups und setzte sich zum Saisonende mit Auftaktniederlagen gegen Alex Higgins beim Masters und bei der Snookerweltmeisterschaft sowie gegen Eddie Charlton beim Pontins Professional fort. Davon abgesehen konnte Mans neben jeweils einem Spiel in der Pot-Black-Gruppenphase sowie bei den Pontins Spring Open lediglich beim Padmore / Super Crystalate International Bill Werbeniuk und John Spencer besiegen, bevor er im Finale Alex Higgins unterlag. Trotz dieser Ergebnisse konnte Mans auf der Weltrangliste seinen siebenten Platz behalten.
In den folgenden beiden Saisons reduzierte Mans allerdings die Zahl seiner Turnierteilnahmen auf jeweils nur noch zwei Stück. Während er im Rahmen der Saison 1980/81 nach einem Sieg über Steve Davis beim Masters im Viertelfinale Cliff Thorburn unterlag und bei der Snookerweltmeisterschaft sein Auftaktspiel gegen Bill Werbeniuk verlor, erreichte er in der Saison 1981/82 jeweils mit einem Sieg über Tony Meo das Viertelfinale des Masters beziehungsweise das Achtelfinale der Snookerweltmeisterschaft und schied dort gegen Steve Davis respektive Jimmy White aus. Auf der Weltrangliste war er so zwischenzeitlich auf Rang 15 abgerutscht, verbesserte sich aber schließlich auf Rang elf.

### Abgang auf Rang 36
Mit der Saison 1982/83 stieg die Zahl von Mans’ Turnierteilnahmen auf drei, womit er an allen drei Ranglistenturnieren der Saison teilnahm, da ab diesem Zeitpunkt schrittweise neben der Snookerweltmeisterschaft weitere Turniere Einfluss auf die Weltrangliste bekamen. Zwar gewann er bei allen drei Turnieren jeweils sein Auftaktspiel, musste sich aber sowohl jeweils im Achtelfinale der International Open und der Snookerweltmeisterschaft dem Kanadier Kirk Stevens als auch in der Runde der letzten 32 des Professional Players Tournaments Mark Wildman geschlagen geben. Auf der Weltrangliste verlor er infolgedessen sechs Plätze und war mit Rang 17 erstmals in seiner Karriere außerhalb der ersten sechzehn Plätze gelistet, wodurch er sich für eine Teilnahme an der Hauptrunde eines Turniers jeweils qualifizieren musste.
Im Rahmen der folgenden Saison nahm Mans erneut nur noch an zwei Turnieren teil. Zusätzlich verlor er sowohl bei den International Open als auch bei der Snookerweltmeisterschaft jeweils sein Auftaktspiel, wobei er nach einem 4:5 gegen Mike Watterson bei letzterem Turnier einen White-wash von John Parrott bekam. Nachdem sich dies mit nun drei Auftaktspielen in der Saison 1984/85 wiederholte, rutschte er auf der Weltrangliste über Platz 24 auf Rang 30 ab.
In der Saison 1985/86 stieg die Zahl von Mans’ Turnierteilnahmen auf sechs an, wodurch er an allen Ranglistenturnieren der Saison teilnahm. Allerdings verlor er bei den ersten drei Turnieren jeweils sein Auftaktspiel, bevor er beim Classic gegen Martin Smith nach beinahe drei Jahren wieder ein Profispiel gewinnen konnte. Infolgedessen gewann er auch bei den British Open gegen Wayne Jones sowie in der Qualifikation für die Snookerweltmeisterschaft gegen Les Dodd sein jeweiliges Auftaktspiel, doch bei allen drei Turnieren schied er in der folgenden Runde Joe Johnson, Willie Thorne und beziehungsweise gegen Doug Mountjoy aus. Dennoch verlor er auf der Weltrangliste sechs weitere Plätze, wodurch er nun auf 36 geführt wurde.

### Letzte Profijahre
Zu Beginn der Saison 1986/87 verlor Mans mit 6:7 gegen François Ellis sein Auftaktspiel bei der South African Professional Championship, wobei er infolgedessen die nächsten drei Auftaktspiele nicht antrat und somit kampflos aufgab. Anschließend verlor er auch mit 0:5 gegen Mario Morra beim Classic und mit 2:5 gegen Glen Wilkinson bei den British Open seine beiden übrigen Auftaktspiele der Saison und verlor so erstmals seit der Einführung der Weltrangliste seinen Weltranglistenplatz, wodurch er als nun ungesetzter Profispieler zu betrachten war.
In den nächsten beiden Saisons 1987/88 und 1988/89 nahm Mans – trotz der potenziell möglichen Teilnahme an weiteren Turnieren – nur jeweils an einem Turnier, der South African Professional Championship, teil. Während er 1987 sein Auftaktspiel gegen Jimmy van Rensberg verlor, besiegte er 1989 Derek Mienie und Mike Hines, um schließlich durch einen 8:5-Sieg über Robbie Grace letztmals ein professionelles Turnier zu gewinnen. Zum Ende der Saison 1988/89 beendete Mans schließlich nach 19 Jahren seine Profikarriere, auch wenn er zwischen den Saisons 1990/91 und 1991/92 auf Weltranglistenplatz 160 geführt wurde. Dabei variieren die genauen Daten von Mans’ Karriereende zwischen den Enden der Saisons 1986/87, 1988/89 und – inklusive einer vorherigen Unterbrechung – 1991/92. Mindestens 1995 gehörte er zur Jury der in Südafrika ausgetragenen Trickshot-Weltmeisterschaft. Im Jahr 1997 nahm Mans als Amateur letztmals an einer professionellen Partie teil, als er beim Seniors Pot Black mit 30:87 nach Punkten sein Auftaktspiel gegen Joe Johnson verlor.
Mans starb am 13. September 2023 im Alter von 82 Jahren in Johannesburg.

## Spielweise
Der Linkshänder Mans hatte trotz eines zu wünschen übrig lassenden Positionsspiels bedingt durch sein auch lange Bälle umfassendes Lochspiel eine anmutige Spielweise. So schrieb Steve Davis in seiner Autobiographie, dass Mans als ein „Potter ohne wirkliche Ballkontrolle“ bekannt war.

## Erfolge
| Ausgang              | Jahr      | Turnier                                  | Finalgegner                           | Ergebnis                              |
| -------------------- | --------- | ---------------------------------------- | ------------------------------------- | ------------------------------------- |
| Amateurturniere      |           |                                          |                                       |                                       |
| Sieger               | 1960      | Südafrikanische Snooker-Meisterschaft    | unbekannt                             | unbekannt                             |
| Non-ranking-Turniere |           |                                          |                                       |                                       |
| Sieger               | 1960–1977 | South African Professional Championship  | sowohl verschieden als auch unbekannt | sowohl verschieden als auch unbekannt |
| Sieger               | 1978      | South African Professional Championship  | Silvino Francisco                     | 9:5                                   |
| Zweiter              | 1980      | Padmore / Super Crystalate International | Alex Higgins                          | 2:4                                   |
| Sieger               | 1980–1984 | South African Professional Championship  | sowohl verschieden als auch unbekannt | sowohl verschieden als auch unbekannt |
| Zweiter              | 1984      | South African Professional Championship  | Jimmy van Rensberg                    | 7:10                                  |
| Sieger               | 1989      | South African Professional Championship  | Robbie Grace                          | 8:5                                   |
| Einladungsturniere   |           |                                          |                                       |                                       |
| Sieger               | 1977      | Pot Black                                | Doug Mountjoy                         | 90:21 1                               |
| Sieger               | 1979      | Masters                                  | Alex Higgins                          | 8:4                                   |
| Ranglistenturniere   |           |                                          |                                       |                                       |
| Zweiter              | 1978      | Snookerweltmeisterschaft                 | Ray Reardon                           | 18:25                                 |